# Leo Siaens
Leo Siaens (Leuven, 10 oktober 1929 - juli 2014), was een Belgisch redacteur en journalist.

## Levensloop
Hij doorliep zijn middelbaar onderwijs aan het Atheneum van Brussel, alwaar hij redactiesecretaris was van maandblad van de retoricastudenten Ontwaken.
In 1948 ging hij aan de slag op Het Laatste Nieuws als proeflezer. In 1950, hij had net zijn dienstplicht vervuld, begon hij te schreven over militaire zaken naar aanleiding van de Koreaanse Oorlog. In 1959 werd hij, na tussenstops op de redacties 'binnenland' en 'buitenland', chef van de parlementaire redactie. In 1967 werd hij adjunct-hoofdredacteur van de krant en in 1979 werd hij aangesteld als hoofdredacteur.
Daarnaast was hij van 1961 tot 1964 wetstraatjournalist voor Het Volksbelang, het tijdschrift van het Liberaal Vlaams Verbond (LVV). Van deze organisatie was hij tevens lid van het hoofdbestuur. Ook was hij algemeen beheerder van de Stichting Artur Vanderpoorten. Vanaf 1962 was hij directeur van het Instituut voor Journalistiek te Brussel. Van 1975 tot 2004 was hij van dit instituut tevens voorzitter. Hij werd in deze hoedanigheid opgevolgd door Marc Van Impe.
In 1988 ging hij met brugpensioen. Hij werd als hoofdredacteur van Het Laatste Nieuws opgevolgd door René Adams. Hij bleef evenwil lid van de stichting Raad van het Laatste Nieuws dat over de redactionele lijn van de krant waakt.